# Мохика, Франсиско
Франси́ско Хуа́н Марти́нес Мо́хика (исп. Francisco Juan Martínez Mojica [fɾanˈθisko moxika]; 5 октября 1963, Эльче, Валенсия, Франкистская Испания) — испанский молекулярный биолог, микробиолог и биохимик из Университета Аликанте в Испании. Известен своим открытием повторяющихся функциональных последовательностей ДНК у бактерий, которые он назвал CRISPR (англ. clustered regularly interspaced short palindromic repeats — короткие палиндромные повторы, регулярно расположенные группами). Позже на их основе был разработан первый широко распространенный инструмент редактирования генома CRISPR-Cas9.

## Ранняя жизнь и образование
Франсиско Хуан Мартинес родился в Эльче,Испания, 5 октября 1963 года. Он учился в начальной школе Лос-Андес, школе Васкеса де Мелла и средней школе Instituto Carrus. После школы Мохика поступил в Университет Мурсии, чтобы изучать биологию, а затем перешел в Университет Валенсии (степень бакалавра в 1986 г.) и Университет Аликанте (доктор философии, 1993 г.). Во время учебы в докторантуре он посетил Университет Париж-Юг . Затем он прошел постдокторскую подготовку в Университете Юты и Оксфордском университете. С 1994 года Мохика является преподавателем Университета Аликанте, где он сосредоточился на молекулярной микробиологии, что и привело его к открытию системы CRISPR.

## Карьера и исследования

### Открытие CRISPR
В 1993 году Мохика был первым, кто охарактеризовал то, что теперь называется локус CRISPR. Часть последовательности ранее описал Йошизуми Ишино Yoshizumi Ishino в 1987 году. Мохика описал полные повторы последовательности гена в архейных организмах видов Haloferax и Haloarcula и изучил их функции.
Он продолжал исследования этих последовательностей на протяжении 1990-х годов, и в 2000 году Мохика объявил, что то, что было описано как разрозненные повторяющиеся последовательности, на самом деле имеет общий набор характеристик, которые теперь известны как отличительные черты последовательностей CRISPR. Он ввел термин CRISPR в переписке с Рюдом Янсеном из Утрехтского университета, предложив аббревиатуру короткие палиндромные повторы, регулярно расположенные группами, чтобы облегчить путаницу, возникающую из-за многочисленных сокращений, используемых для описания последовательностей в научной литературе.

### CRISPR как иммунная система прокариот
В 2003 году Мохика написал первую статью, в которой предположил, что CRISPR — это врожденная иммунная система прокариот. Статья была отклонена рядом авторитетных журналов, в том числе Nature, Proceedings of the National Academy of Sciences, Molecular Microbiology and Nucleic Acid Research, прежде чем, наконец, была принята Journal of Molecular Evolution в феврале 2005 г.

## Награды
- Премия медицинского центра Олбани, 2017.[5]
- PLuS Alliance Королевского колледжа Лондона, 2017.[6]
- BBVA Foundation Frontiers of Knowledge Award по биомедицине (совместно с Эммануэль Шарпантье и Дженнифер Даудна), 2017.[7]

### Почетный доктор
- Политехнический Университет Валенсии, Испания, 2017.[8]
- Национальный университет Кильмеса, Аргентина, 2018.[9]
- Университет Валенсии, Испания, 2018.[10]
- Международный Университет Менендеза Пелайо, Испания, 2019.[11]
- Университет Мурсии, Испания, 2019.[12]

## Публикации
- Mojica, Francisco J. M. Discovery and Seminal Developments in the CRISPR Field // CRISPR-Cas Systems / Francisco J. M. Mojica, Roger A. Garrett. — Springer Berlin Heidelberg, 2012-12-13. — ISBN 978-3-642-34656-9. — doi:10.1007/978-3-642-34657-6_1.
- Mojica, F. J. M.; Juez, G.; Rodriguez-Valera, F. (1993). Transcription at different salinities of Haloferax mediterranei sequences adjacent to partially modified PstI sites. Molecular Microbiology. 9 (3). Wiley: 613–621. doi:10.1111/j.1365-2958.1993.tb01721.x. ISSN 0950-382X. PMID 8412707.
- Mojica, F.J.M.; Ferrer, C.; Juez, G.; Rodríguez-Valera, F. (1995). Long stretches of short tandem repeats are present in the largest replicons of the Archaea Haloferax mediterranei and Haloferax volcanii and could be involved in replicon partitioning. Molecular Microbiology. 17 (1). Wiley: 85–93. doi:10.1111/j.1365-2958.1995.mmi_17010085.x. ISSN 0950-382X. PMID 7476211.
- Mojica, Francisco J. M.; Diez-Villasenor, Cesar; Soria, Elena; Juez, Guadalupe (2000). Biological significance of a family of regularly spaced repeats in the genomes of Archaea, Bacteria and mitochondria. Molecular Microbiology. 36 (1). Wiley: 244–246. doi:10.1046/j.1365-2958.2000.01838.x. ISSN 0950-382X. PMID 10760181.
- Mojica, Francisco J.M.; Dı́ez-Villaseñor, Chc)sar; Garcı́a-Martı́nez, Jesús; Soria, Elena (2005). Intervening Sequences of Regularly Spaced Prokaryotic Repeats Derive from Foreign Genetic Elements. Journal of Molecular Evolution. 60 (2). Springer Science and Business Media LLC: 174–182. Bibcode:2005JMolE..60..174M. doi:10.1007/s00239-004-0046-3. ISSN 0022-2844. PMID 15791728.
- Mojica, Francisco J. M. Discovery and Seminal Developments in the CRISPR Field // CRISPR-Cas Systems / Francisco J. M. Mojica, Roger A. Garrett. — Springer Berlin Heidelberg, 2012-12-13. — ISBN 978-3-642-34656-9. — doi:10.1007/978-3-642-34657-6_1.
- Makarova, Kira S.; Wolf, Yuri I.; Alkhnbashi, Omer S.; Costa, Fabrizio; Shah, Shiraz A.; Saunders, Sita J.; Barrangou, Rodolphe; Brouns, Stan J. J.; Charpentier, Emmanuelle; Haft, Daniel H.; Horvath, Philippe; Moineau, Sylvain; Mojica, Francisco J. M.; Terns, Rebecca M.; Terns, Michael P.; White, Malcolm F.; Yakunin, Alexander F.; Garrett, Roger A.; van der Oost, John; Backofen, Rolf; Koonin, Eugene V. (28 сентября 2015). An updated evolutionary classification of CRISPR–Cas systems. Nature Reviews Microbiology. 13 (11). Springer Science and Business Media LLC: 722–736. doi:10.1038/nrmicro3569. ISSN 1740-1526. PMC 5426118. PMID 26411297.
- García-Gutiérrez, Enriqueta; Almendros, Cristóbal; Mojica, Francisco J. M.; Guzmán, Noemí M.; García-Martínez, Jesús (2 июля 2015). Wang, Tony (ed.). CRISPR Content Correlates with the Pathogenic Potential of Escherichia coli. PLOS ONE. 10 (7). Public Library of Science (PLoS): e0131935. Bibcode:2015PLoSO..1031935G. doi:10.1371/journal.pone.0131935. ISSN 1932-6203. PMC 4489801. PMID 26136211.
- Almendros, Cristóbal. Exploring CRISPR Interference by Transformation with Plasmid Mixtures: Identification of Target Interference Motifs in Escherichia coli // Methods in Molecular Biology / Cristóbal Almendros, Francisco J. M. Mojica. — Springer New York, 2015. — Vol. 1311. — P. 161–170. — ISBN 978-1-4939-2686-2. — doi:10.1007/978-1-4939-2687-9_10.
- Almendros, Cristóbal; Mojica, Francisco J. M.; Díez-Villaseñor, César; Guzmán, Noemí M.; García-Martínez, Jesús (28 февраля 2014). Davies, Julian E. (ed.). CRISPR-Cas Functional Module Exchange in Escherichia coli. mBio. 5 (1). American Society for Microbiology: e00767-13. doi:10.1128/mbio.00767-13. ISSN 2161-2129. PMC 3903273. PMID 24473126.
- Mojica, Francisco J.M.; Díez-Villaseñor, César (2013). Right of admission reserved, no matter the path. Trends in Microbiology. 21 (9). Elsevier BV: 446–448. doi:10.1016/j.tim.2013.06.003. ISSN 0966-842X. PMID 23810125.
- Shah, Shiraz A.; Erdmann, Susanne; Mojica, Francisco J.M.; Garrett, Roger A. (12 февраля 2013). Protospacer recognition motifs. RNA Biology. 10 (5). Informa UK Limited: 891–899. doi:10.4161/rna.23764. ISSN 1547-6286. PMC 3737346. PMID 23403393.
- Díez-Villaseñor, César; Guzmán, Noemí M.; Almendros, Cristóbal; García-Martínez, Jesús; Mojica, Francisco J.M. (27 февраля 2013). CRISPR-spacer integration reporter plasmids reveal distinct genuine acquisition specificities among CRISPR-Cas I-E variants ofEscherichia coli. RNA Biology. 10 (5). Informa UK Limited: 792–802. doi:10.4161/rna.24023. ISSN 1547-6286. PMC 3737337. PMID 23445770.
- Almendros, Cristóbal; Guzmán, Noemí M.; Díez-Villaseñor, César; García-Martínez, Jesús; Mojica, Francisco J. M. (26 ноября 2012). Mokrousov, Igor (ed.). Target Motifs Affecting Natural Immunity by a Constitutive CRISPR-Cas System in Escherichia coli. PLOS ONE. 7 (11). Public Library of Science (PLoS): e50797. Bibcode:2012PLoSO...750797A. doi:10.1371/journal.pone.0050797. ISSN 1932-6203. PMC 3506596. PMID 23189210.
- Garcia-Heredia, Inmaculada; Martin-Cuadrado, Ana-Belen; Mojica, Francisco J. M.; Santos, Fernando; Mira, Alex; Antón, Josefa; Rodriguez-Valera, Francisco (30 марта 2012). Liles, Mark R. (ed.). Reconstructing Viral Genomes from the Environment Using Fosmid Clones: The Case of Haloviruses. PLOS ONE. 7 (3). Public Library of Science (PLoS): e33802. Bibcode:2012PLoSO...733802G. doi:10.1371/journal.pone.0033802. ISSN 1932-6203. PMC 3316494. PMID 22479446.
- Makarova, Kira S.; Haft, Daniel H.; Barrangou, Rodolphe; Brouns, Stan J. J.; Charpentier, Emmanuelle; Horvath, Philippe; Moineau, Sylvain; Mojica, Francisco J. M.; Wolf, Yuri I.; Yakunin, Alexander F.; van der Oost, John; Koonin, Eugene V. (9 мая 2011). Evolution and classification of the CRISPR–Cas systems. Nature Reviews Microbiology. 9 (6). Springer Science and Business Media LLC: 467–477. doi:10.1038/nrmicro2577. ISSN 1740-1526. PMC 3380444. PMID 21552286.
- Mojica, Francisco J. M.; Díez-Villaseñor, César (2010). The on-off switch of CRISPR immunity against phages in Escherichia coli. Molecular Microbiology. 77 (6). Wiley: 1341–1345. doi:10.1111/j.1365-2958.2010.07326.x. ISSN 0950-382X. PMID 20860086.
- Miquel, Sylvie; Peyretaillade, Eric; Claret, Laurent; de Vallée, Amélie; Dossat, Carole; Vacherie, Benoit; Zineb, El Hajji; Segurens, Beatrice; Barbe, Valerie; Sauvanet, Pierre; Neut, Christel; Colombel, Jean-Frédéric; Medigue, Claudine; Mojica, Francisco J. M.; Peyret, Pierre; Bonnet, Richard; Darfeuille-Michaud, Arlette (17 сентября 2010). Ahmed, Niyaz (ed.). Complete Genome Sequence of Crohn's Disease-Associated Adherent-Invasive E. coli Strain LF82. PLOS ONE. 5 (9). Public Library of Science (PLoS): e12714. Bibcode:2010PLoSO...512714M. doi:10.1371/journal.pone.0012714. ISSN 1932-6203. PMC 2941450. PMID 20862302.
- Díez-Villaseñor, C.; Almendros, C.; García-Martínez, J.; Mojica, F. J. M. (1 мая 2010). Diversity of CRISPR loci in Escherichia coli. Microbiology. 156 (5). Microbiology Society: 1351–1361. doi:10.1099/mic.0.036046-0. ISSN 1350-0872.{{cite journal}}:  Википедия:Обслуживание CS1 (не помеченный открытым DOI) (ссылка)
- Mojica, F. J. M.; Díez-Villaseñor, C.; García-Martínez, J.; Almendros, C. (1 марта 2009). Short motif sequences determine the targets of the prokaryotic CRISPR defence system. Microbiology. 155 (3). Microbiology Society: 733–740. doi:10.1099/mic.0.023960-0. ISSN 1350-0872. PMID 19246744.{{cite journal}}:  Википедия:Обслуживание CS1 (не помеченный открытым DOI) (ссылка)